# Moskevský fyzikálně-technický institut
Moskevský fyzikálně-technický institut (rusky Московский Физико-Технический институт – Moskovskij Fiziko-Těchničeskij institut) je univerzita v Rusku zaměřená především na fyziku a související vědy. Byla založena v roce 1946 z podnětu Pjotra Leonidoviče Kapicy, ovšem v úvodních letech fungovala jako součást Lomonosovovy univerzity. Od počátku sídlí v Dolgoprudném u Moskvy; výjimkou je fakulta vzdušné mechaniky a letecké techniky, která sídlí v Žukovském. Celý ústav má přibližně 3600 studentů.